# Phantyna remota
Phantyna remota är en spindelart som först beskrevs av Banks 1924.  Phantyna remota ingår i släktet Phantyna och familjen kardarspindlar. Inga underarter finns listade i Catalogue of Life.